# Óscar Jaenada
Óscar Jaenada Gajo (Esplugues de Llobregat, 4 de maio de 1975) é um ator espanhol. Ele já atuou em mais de quarenta filmes desde 1999.

## Filmografia
| Ano  | Título do filme                             | Papel           | Notas       |
| ---- | ------------------------------------------- | --------------- | ----------- |
| 2003 | Noviembre                                   | Alfredo         |             |
| 2009 | The Limits of Control                       | O garçom        |             |
| 2010 | Os Perdedores                               | Cougar          |             |
| 2011 | Pirates of the Caribbean: On Stranger Tides | O espanhol      |             |
| 2012 | The Cold Light of Day                       | Maximo          |             |
| 2014 | Cantinflas                                  | Cantinflas      |             |
| 2015 | After Words                                 | Juan            |             |
| 2016 | The Shallows                                | Carlos          |             |
| 2016 | Hands of Stone                              | Chaflan         |             |
| 2017 | "Somos Anormales"                           |                 |             |
| 2017 | Snatched                                    | Morgado         |             |
| 2018 | The Man Who Killed Don Quixote              | O cigano        |             |
| 2019 | Chaos Walking                               | Wilf            | Em produção |
| 2019 | Rambo V: Last Blood                         | Victor Martinez | Em produção |
| 2024 | El hoyo 2                                   | Dagin Babi      |             |